# サイクリン依存性キナーゼ9
サイクリン依存性キナーゼ9（サイクリンいぞんせいキナーゼ9、英: cyclin-dependent kinase 9、略称: CDK9）は、P-TEFbの構成要素となるサイクリン依存性キナーゼである。

## 機能
CDK9遺伝子にコードされるCDK9タンパク質は、サイクリン依存性キナーゼ（CDK）ファミリーの一員である。CDKファミリーのメンバーは、出芽酵母Saccharomyces cerevisiaeのcdc28や、分裂酵母Schizosaccharomyces pombeのcdc2遺伝子の産物と高度に類似しており、細胞周期の重要な調節因子であることが知られている。このキナーゼは、TAK/P-TEFb複合体の構成要素であることが知られている。この複合体はRNAポリメラーゼIIによる転写の伸長因子であり、RNAポリメラーゼIIの大サブユニットのC末端ドメインをリン酸化することで機能する。このタンパク質は調節サブユニットであるサイクリンTまたはサイクリンKと複合体を形成し、その調節を受ける。HIV-1のTatタンパク質がこのタンパク質ならびにサイクリンTと相互作用することが知られており、そのためCDK9はAIDSに関与している可能性が示唆されている。
CDK9はTRAF2など他のタンパク質とも相互作用することが知られており、骨格筋の分化に関与している。

## 相互作用
CDK9は次に挙げる因子と相互作用することが示されている。
- AR[7]
- CDC34（英語版）[8]
- CCNK[9]
- CCNT1[9][10][11][12][13][14][8][15][16]
- CCNT2[10]
- MYBL2（英語版）[15]
- RELA（英語版）[17]
- RB1[18]
- SKP1A（英語版）[8]
- SUPT5H（英語版）[16]
- RNAポリメラーゼII[19]

## 関連文献
- Jeang KT (1998). “Tat, Tat-associated kinase, and transcription.”. J. Biomed. Sci. 5 (1):  24–7. doi:10.1007/BF02253352. PMID 9570510.
- “Transcriptional control: Tat cofactors and transcriptional elongation.”. Curr. Biol. 8 (13):  R447–9. (1998). doi:10.1016/S0960-9822(98)70289-1. PMID 9651670.
- “Regulatory functions of Cdk9 and of cyclin T1 in HIV tat transactivation pathway gene expression.”. J. Cell. Biochem. 75 (3):  357–68. (2000). doi:10.1002/(SICI)1097-4644(19991201)75:3<357::AID-JCB1>3.0.CO;2-K. PMID 10536359.
- “Multiple modes of transcriptional regulation by the HIV-1 Tat transactivator.”. IUBMB Life 51 (3):  175–81. (2002). doi:10.1080/152165401753544241. PMID 11547919.
- “Multiple effects of HIV-1 trans-activator protein on the pathogenesis of HIV-1 infection.”. Eur. J. Clin. Invest. 34 (1):  57–66. (2004). doi:10.1111/j.1365-2362.2004.01282.x. PMID 14984439.
- “Regulation of TAK/P-TEFb in CD4+ T lymphocytes and macrophages.”. Curr. HIV Res. 1 (4):  395–404. (2004). doi:10.2174/1570162033485159. PMID 15049426.
- “Multiple actions of the human immunodeficiency virus type-1 Tat protein on microglial cell functions.”. Neurochem. Res. 29 (5):  965–78. (2004). doi:10.1023/B:NERE.0000021241.90133.89. PMID 15139295.
- “HIV-1 infection and regulation of Tat function in macrophages.”. Int. J. Biochem. Cell Biol. 36 (9):  1767–75. (2005). doi:10.1016/j.biocel.2004.02.018. PMID 15183343.
- “A review of HIV-1 Tat protein biological effects.”. Cell Biochem. Funct. 23 (4):  223–7. (2005). doi:10.1002/cbf.1147. PMID 15473004.
- “HIV-1 TAR RNA: the target of molecular interactions between the virus and its host.”. Curr. HIV Res. 3 (1):  61–71. (2005). doi:10.2174/1570162052772924. PMID 15638724.
- “HIV-1 tat protein and cell proliferation and survival: a brief review.”. New Microbiol. 28 (2):  95–109. (2005). PMID 16035254.
- Peruzzi F (2006). “The multiple functions of HIV-1 Tat: proliferation versus apoptosis.”. Front. Biosci. 11:  708–17. doi:10.2741/1829. PMID 16146763.